# 约翰·哈维尔·梅里曼
约翰·哈维尔·梅里曼(John Xavier Merriman) (1841年3月15日—1926年8月1日) 南非政治家、总理（1908年—1910年在任）。1849年随家人由英国移居开普殖民地。1869—1910年为开普众议院议员，曾两次参加开普内阁（1875—1878和1881—1884）。他反对成立联邦的计划，并曾试图说服英国宣布西南非洲为保护国。他主张英布合作，1890—1893年在密友塞西尔·罗得斯的内阁中任职。但在詹姆森袭击德兰士瓦事件（1895年12月29日）发生之后，与罗得斯决裂。1898年加入威廉·施赖纳内阁，努力为避免南非战争（1899—1902）奔走，但没有成功。1900年辞职。他反对帝国主义，有亲阿非利堪人思想。1908年2月出任总理，努力恢复战后经济和通过南非宪法。他是1909年赴伦敦递交《联邦法案》的代表团的成员。南非联邦建立时未能任总理，失望之余，他拒绝加入路易·博塔的内阁，但在联邦议会中支持博塔和扬·史末资的政府。1924年退休，1926年去世。